# Лава
Лавата е разтопена скала, която извира от вулкан по време на изригване. В началото, когато лавата изригва от вулканичния кладенец, тя е течност с висока температура, най-често в интервала 700 °C до 1200 °C. В зависимост от съдържанието на силициев диоксид лавите биват: ултрабазични (SiO2 под 40%), базични (40 – 52%), среднокисели (52 – 65%), кисели (65 – 75%) и ултракисели (над 75%). Количеството на силициевия диоксид определя вискозитета на лавата. Колкото по-базична е лавата, толкова е по-подвижна и обратно – колкото по кисела е, толкова по-жилава и трудно подвижна.
Пример за базична (подвижна) лава е лавата на хавайските вулкани. Тя може да измине десетки километри и да се изсипе направо в океана. В зависимост от релефа скоростта ѝ може да достигне 60 км/ч. Пример за кисела (жилава) лава е тази на вулкана Мон Пеле на остров Мартиника. Най-често лавата се излива от странични отвори и пукнатини на вулканския конус и по-рядко от самото гърло на вулкана и тече по понижените части на релефа във вид на лавови потоци. При много мощни изригвания лавата залива всички понижени участъци и покрива обширни пространства, като образува лавови покривки. При този процес често възникват т.нар. планински равнини, известни като лавови плата.
Подобна е и друга класификация на лавата, която я разделя на три основни типа, в зависимост от минералния ѝ състав – базалтова, андезитна и риолитна. Базалтовата лава е бедна на силиций и богата на желязо, риолитната – богата на силиций и бедна на желязо и магнезий, а андезитната заема средно положение между тези два крайни типа. При еднаква температура колкото повече силиций съдържа една лава, толкова тя е по-вискозна (лепкава). Заради големия и вискозитет газовете трудно се отделят от нея и тече по-бавно по вулканичните склонове. Но това я прави по-силно експлозивна. Ето защо вулканите с риолитна (кисела) лава са много по-буйни и опасни от онези, от чиито кратери спокойно текат реки от разтопен базалт.

## Въшни препратки
- Видео на Нешънъл джеографик Архив на оригинала от 2016-03-03 в Wayback Machine.